# Стефанович-Стасенко Павло Свиридович
Павло Свиридович Стефанович-Стасенко (13 травня 1869 — ?) — український військовик, генеральний хорунжий армії Української Держави.

## Життєпис
Походив з Чернігівщини. Закінчив «Орловський, Бахтіна, кадетський корпус», 3-тє військове Олексіївське училище у 1890 році, вийшов підпоручиком до 2-ї артилерійської бригади (Новогеоргієвськ). Закінчив у 1900 році Миколаївську академію Генерального штабу за 1-м розрядом, обіймав посади у штабі Кавказької військової округи. 
З 6 грудня 1904 року підполковник. З 5 листопада 1905 року на посаді завідувача військових переміщень на залізницях Кавказької військової округи. 6 грудня 1908 йому присвоєно звання полковника. 
Учасник Першої світової війни. З 1914 року командир полку. З березня 1916 начальник штабу 2-ї Кавказької стрілецької дивізії. 10 квітня 1916 присвоєно звання генерал-майор. З 11 березня 1917 начальник штабу 40-го армійського корпусу. З листопада 1917 року перебував у розпорядженні командувача 9-ї армії. 
З 11 квітня 1918 року начальник 83-ї піхотної дивізії, що перейшла на українську службу. З 8 червня 1918 начальник 9-ї пішої дивізії Армії Української Держави.
У листопаді 1918 виїхав на Дон. З 22 січня 1919 перебував у резерві командного складу Збройних Сил Півдня Росії.
Білоемігрант. Подальша доля невідома.